# Somatothérapie
La somatothérapie (ou psycho-somatothérapie) est une thérapie prenant en compte le corps et la psychologie ainsi que le rapport aux autres.
La somatothérapie émerge au milieu du XIXe siècle, notamment avec les théories formulées par les psychanalystes Carl Gustav Jung — Wikipédia (wikipedia.org), Sándor Ferenczi — Wikipédia (wikipedia.org) et de nombreux autres thérapeutes qui ont perçu l'importance de la prise en compte du corps dans le thavail thérapeutique.

## Types de somatothérapie

### Convulsivothérapie
Il s'agit de l'application de convulsions, induites pour traiter des troubles mentaux. Elle est utilisée principalement dans le traitement des troubles de l'humeur graves et de la schizophrénie, mais a perdu de son utilité au profit d'autres formes de traitement,.
Parmi les types de convulsivothérapie, il existe l'électroconvulsivothérapie (ECT), ou sismothérapie, où les convulsions induites sont électriques. L'ECT, introduite en 1938, entraîne une amélioration rapide des symptômes de la dépression chez la majorité des patients qui sont traités avec. Les principales indications de l'ECT, chez les patients souffrant de dépression, sont l'absence de réponse ou l'intolérance aux antidépresseurs, une bonne réponse à une ECT antérieure et la nécessité d'une réponse rapide et définitive. Une revue systématique publiée en 2003 dans The Lancet montre que la taille d'effet de l'ECT est supérieure à celle de pharmacothérapie dans la prise en charge des troubles dépressifs. Il a aussi été établi, en 1992, que l'utilisation de l'ECT dans le traitement de dépression psychotique est plus efficace que l'utilisation d'antidépresseurs. De plus, Il existe des preuves tangibles en faveur de l'utilisation de l'ECT dans la manie et ce type de traitement à un fort effet anti-catatonique. Cependant, l'efficacité de l'électroconvulsivothérapie dépend fortement de la technique employée,,,,,,,.

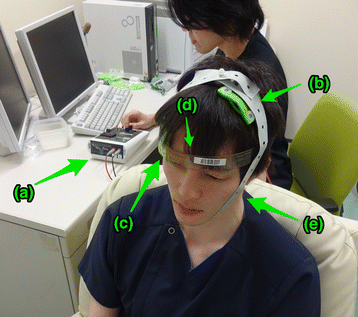
Application de stimulation transcrânienne à courant direct.

Un autre type de convulsivothérapies est la stimulation transcrânienne à courant direct (tDCS). Cette technique de neuromodulation modifie de manière non invasive l'excitabilité corticale par l'action de faibles courants de polarisation entre deux électrodes placées sur le cuir chevelu. Sur la fraction de courant qui traverse le crâne, une partie est déviée par le liquide cérébrospinal. La composante de courant qui atteint le cerveau traverse la substance grise puis la substance blanche. Cette technique relativement récente[Quand ?] a été l'objet de nombreux essais cliniques dans le cas de la dépression. Bien que les troubles dépressifs majeurs soient la maladie la plus étudiée dans le cadre de la tDCS, les résultats de son efficacité sont relativement mitigés actuellement, en raison de l'hétérogénéité des patients, de la gravité de la dépression prise en compte et de la petite taille des échantillons utilisés dans les essais cliniques,,,,.
Un type de thérapie sous-convulsive, décrite comme émergente, sont les ultrasons focalisés transcrâniens (tFUS). Leur utilisation serait intéressante car ils pourraient compléter la stimulation transcrânienne à courant direct (tDCS) et la stimulation magnétique transcrânienne (TMS). Les capacités de neuromodulation du tFUS ont été testées de nombreuses fois chez les animaux (dont la souris, le porc et le macaque), montrant notamment des effets excitateurs (comme l'induction d'une réponse motrice, ou d'une réponse hémodynamique rapide sur le site visé), inhibiteurs, ou de réduction de l'interconnexion de zones du cerveau avec d'autres régions. Des effets excitateurs et inhibiteurs du tFUS chez l'homme ont aussi été observés à plusieurs reprises. De plus, plusieurs études ont apporté des preuves de son potentiel dans le traitement des maladies chez des patients atteints de la maladie d'Alzheimer et souffrant d'épilepsie,,,,,,.

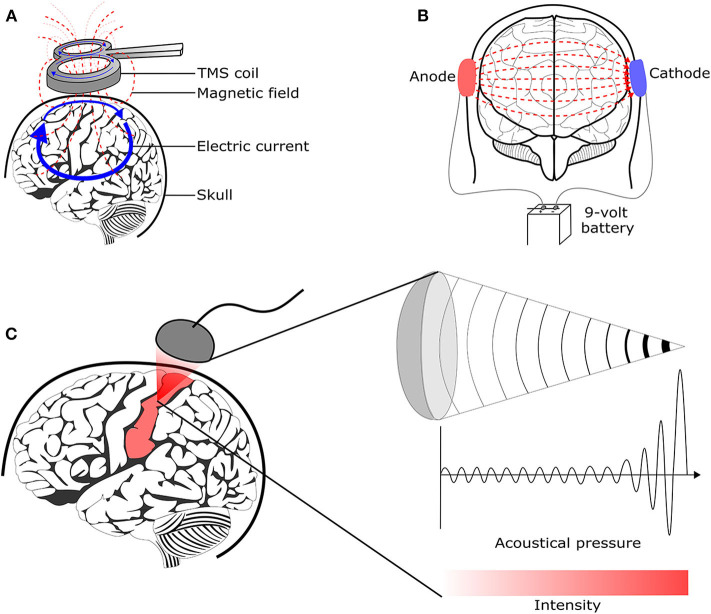
Trois techniques de neuromodulation cérébrale :
- Stimulation magnétique transcranienne (TMS)
- Stimulation transcrânienne à courant direct (tDCCS)
- Ultrasons focalisés transcrâniens (tFUS)

1. Stimulation magnétique transcranienne (TMS)
2. Stimulation transcrânienne à courant direct (tDCCS)
3. Ultrasons focalisés transcrâniens (tFUS)

### Psychochirurgie
La psychochirurgie est le traitement des troubles psychiatriques chroniques, graves et réfractaires par l'ablation ou l'interruption chirurgicale de certaines zones ou voies du cerveau.
Egas Moniz, considéré comme le « fondateur de la psychochirurgie moderne », pratique en 1935, avec le neurochirurgien Almeida Lima, les premières lobotomies préfrontales chez des patients atteints de schizophrénie, de trouble bipolaire ou de trouble anxieux. On estime que 10 000 lobotomies avaient été pratiquées aux États-Unis, et un nombre proche au Royaume-Uni, à 1949. Cependant, à cette époque, cette procédure chirurgicale est déjà considérée comme non éthique et non scientifique. Depuis la publication, en 1987, de Benabid A.L. sur la stimulation cérébrale profonde thalamique chez des patients parkinsoniens présentant des tremblements, la stimulation cérébrale profonde a pratiquement remplacé les lésions ablatives en neurochirurgie stéréotaxique pour les troubles du mouvement et les troubles psychiatriques,,.

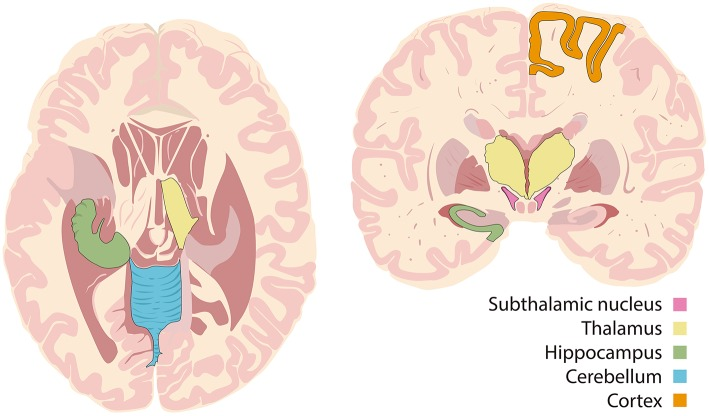
Cibles de la stimulation cérébrale profonde.
Noyau sous-thalamique
Thalamus
Hippocampe
Cervelet
Cortex